# Грейнц, Рудольф
Рудольф Генрих Грейнц (нем. Rudolf Heinrich Greinz; 16 августа 1866 — 16 августа 1942) — австрийский писатель

 и поэт, путешественник, автор карты мира.

## Биография
Рудольф Грейнц родился в Австрии, в местечке Прадль возле Инсбрука. Сын строительного советника. В университете изучал германистику, классическую филологию и историю искусств. Однако болезнь помешала ему пройти полный курс наук и получить диплом. Рудольф Грейнц стал интенсивно заниматься краеведением и этнографией Тироля. Писал популярные романы, рассказы и юморески о жизни, истории и традициях Тироля. Активно сотрудничал с мюнхенским журналом Jugend. Сюда он регулярно поставлял политико-сатирические комментарии на злобу дня. Всего было написано около сорока романов. Написал немало стихотворений о деревенской тирольской жизни в традициях крестьянской поэзии.
В 1904 году под впечатлением подвига крейсера «Варяг» написал стихотворение Der „Warjag“, опубликованное в журнале Jugend. Вскоре оно было переведено в России поэтессой и переводчицей Евгенией Студенской и положено на музыку А. С. Турищевым, музыкантом 12-го Астраханского гренадерского полка.
Скончался в Инсбруке.
Российским читателям Грейнц в основном известен по книге Ярослава Гашека «Похождения бравого солдата Швейка», где с большой иронией описана открытка с виселицей, на которой повешен сэр Эдуард Грей и приведены стихи про эту виселицу, взятые из сборника Грейнца «Железный кулак. Поминальнички нашим врагам» (Die eiserne Faust. Marterln auf unsere Feinde).

## Произведения
- Allerseelen
- Das Paradies der Philister
- Der Garten Gottes
- Der «Warjag» (1904)
- Vorfrühling der Liebe
- Der steile Weg
- Die große Sehnsucht
- Über Berg und Tal
- Das stille Nest
- Bergheimat — Zwei Erzählungen aus Tirol
- Mysterium der Sebaldusnacht
- Die Pforten der Ewigkeit. Legenden
- Der Turm des Schweigens
- Marterln und Votivtaferln des Tuifelemalers Kassian Kluibenschädel zu Nutz und Frommen der verehrlichen Zeitgenossen
- Der heilige Bürokrazius — eine heitere Legende
- Fridolin Kristallers Ehekarren
- Gertraud Sonnweber; Versunkene Zeit: romantische Liebesgeschichten aus Tirol
- Dämon Weib; Königin Heimat

## Память
- Улица Рудольф-Грейнц-штрассе в Инсбруке.